# Comté d'Adams (Pennsylvanie)
Pour les articles homonymes, voir Comté d'Adams.
Le comté d'Adams (en anglais : Adams County) est un comté américain de l'État de Pennsylvanie. Au recensement de 2020, le comté compte 103 852 habitants. Il a été formé le 22 janvier 1800, à partir du comté d'York, et nommé en l'honneur du deuxième président des États-Unis, John Adams. Le siège du comté se situe à Gettysburg.

## Démographie
| Groupe            | Comté d'Adams | Pennsylvanie | États-Unis |
| ----------------- | ------------- | ------------ | ---------- |
| Blancs            | 86,6          | 73,5         | 58         |
| Latino-Américains | 7,5           | 8,1          | 19         |
| Afro-Américains   | 1,4           | 10,5         | 12,1       |
| Asiatiques        | 1             | 3,4          | 6,2        |
| Métis             | 3             | 3,3          | 4,1        |
| Autres            | 0,3           | 0,4          | 0,5        |
| Amérindiens       | 0,1           | 0,1          | 0,9        |
| Océano-américains | 0,03          | 0,02         | 0,2        |
| Total             | 100           | 100          | 100        |